# Stanisław Świerczek
Stanisław Świerczek (ur. 7 stycznia 1914 w Krzemienicy, zm. 23 czerwca 1991 w Pabianicach) – polski duchowny katolicki, prezbiter archidiecezji łódzkiej, infułat, dziekan dekanatu pabianickiego.

## Życiorys

### Młodość
Wychowywał się w Galicji, na terenie ówczesnego zaboru austriackiego. W wieku 6 lat stracił ojca, który zmarł po powrocie z armii austriackiej po zakończeniu I wojny światowej. Po ukończeniu gimnazjum w Mielcu w roku 1934 wstąpił do Wyższego Seminarium Duchownego w Łodzi. Święcenia kapłańskie otrzymał 2 lipca 1939 roku w Łodzi.

### Okres wojny
Pracę duszpasterską rozpoczął jako wikariusz w parafii św. Urszuli w Strońsku nad Wartą. 6 października 1941 r. został aresztowany i 30 października 1941 r. trafił do obozu koncentracyjnego w Dachau, gdzie otrzymał numer obozowy 28448. Przebywał tam do czasu wyzwolenia obozu przez amerykanów, tj. do 29 kwietnia 1945 r, wraz z innymi duchownymi, w tym swymi najlepszymi przyjaciółmi z łódzkiego seminarium: ks. Mieczysławem Olszyńskim i ks. Lucjanem Jaroszką. Stał się ofiarą eksperymentów medycznych lekarzy obozowych, którzy wywołali u niego ropowicę kończyny dolnej.

### Lata powojenne
Do Polski powrócił na polecenie bp Włodzimierza Jasińskiego. 14 września podjął obowiązki wikariusza w parafii w Bełchatowie. Od 1947 r. pracował w parafii Opatrzności Bożej w Łodzi. W 1951 r. został mianowany wikariuszem parafii Podwyższenia św. Krzyża w Łodzi, gdzie przepracował 12 lat pod kierownictwem biskupa Kazimierza Tomczaka). Równolegle odbywał studia na Katolickim Uniwersytecie Lubelskim. Również od 1951 r. przez 30 lat był dyrektorem łódzkiego oddziału Caritas i przewodniczącym Komisji Charytatywnej Diecezji Łódzkiej oraz członkiem Komisji Charytatywnej Episkopatu Polski.

### Pobyt w Pabianicach
25 maja 1963 r. otrzymał nominację na proboszcza parafii św. Mateusza w Pabianicach. Zasłynął tu jako człowiek wielkiego serca, przyjaciel wszystkich parafian, patriota i dobry gospodarz świątyni. Przeprowadził gruntowną restaurację kościoła parafialnego – m.in. budowę ołtarza Najświętszego Serca Pana Jezusa, przystosowanie ołtarza głównego do zaleceń soborowych, wymianę witraży, posadzki, ławek, wyposażenia zakrystii. Był współfundatorem 24 dzwonów zawieszonych na wieży, co miało tworzyć carillon. Zorganizował obchody 1000-lecia chrztu państwa polskiego w Pabianicach (1966 r.) oraz 400-lecia parafii św. Mateusza (1988 r.). Zainicjował budowę dwóch pabianickich kościołów: Miłosierdzia Bożego i św. Maksymiliana Kolbego oraz kościoła Zesłania Ducha Świętego w Łodzi-Łaskowicach. Był budowniczym Domu Księży Seniorów w Pabianicach. Z jego inicjatywy powstał w Pabianicach Oddział Klubu Inteligencji Katolickiej. Organizował coroczny Tydzień Kultury Chrześcijańskiej. Rozwinął księgozbiór biblioteki przy kościele. Zorganizował aptekę leków pochodzących z darów zagranicznych. Był kapelanem pabianickiej Solidarności. W okresie stanu wojennego, wbrew zakazowi władz, corocznie organizował obchody uroczystości 3 maja, które przeradzał się w patriotyczno-religijne manifestacje. Wraz z wiernymi pielgrzymował do licznych sanktuariów w Polsce i Europie (Loreto, Lourdes, La Salette, Fatima, Einsiedeln, Medjugorie, Ostra Brama, Kalwaria Zebrzydowska, Piekary Śląskie, Góra św. Anny, Niepokalanów, Licheń, Kodeń, Jasna Góra, Leśna Podlaska). 28 czerwca 1989 roku, wraz z osiągnięciem wieku emerytalnego, przeszedł w stan spoczynku.
Zmarł nagle w wieku 77 lat. W uroczystościach pogrzebowych wzięli udział biskupi łódzcy i ponad stu kapłanów, a także władze Pabianic i tysiące mieszkańców miasta. Kondukt pogrzebowy pieszo przebył ulice miasta. Został pochowany w grobowcu księży parafii św. Mateusza na pabianickim cmentarzu katolickim.

## Tytuły i wyróżnienia
Za swoje wybitne zasługi otrzymał następujące wyróżnienia:
- tytuł kapelana Jego Świątobliwości czyli prałata (1962 r.)
- tytuł kanonika kapituły katedralnej łódzkiej
- tytuł protonotariusza apostolskiego czyli infułata (1989 r.)